# Dosłońce
Dosłońce is een plaats in het Poolse district Miechowski, woiwodschap Klein-Polen. De plaats maakt deel uit van de gemeente Racławice en telt 80 inwoners.